# Homosexualität auf den Philippinen

Geografische Lage der Philippinen

Homosexualität ist auf den Philippinen nicht strafbar, unterliegt aber in dem katholisch geprägten Land immer noch Tabus, auch wenn sie seit Beginn des 21. Jahrhunderts zunehmend gesellschaftlich akzeptiert wird.

## Legalität
Das Schutzalter liegt bei 12 Jahren. Prostitution ist unter 18 Jahren gesetzlich verboten.

## Antidiskriminierungsgesetze
Ein im Jahre 2000 entworfenes Antidiskriminierungsgesetz scheiterte 2004 im philippinischen Senat. Seit März 2009 können homosexuelle Menschen offen im Militär dienen.
Im Oktober 2017 verabschiedete das philippinische Parlament ein Gesetz zum Schutz der sexuellen Orientierung gegen Diskriminierung.

## Anerkennung gleichgeschlechtlicher Partnerschaften
Eine gleichgeschlechtliche Ehe oder eingetragene Partnerschaft wurde bisher auf den Philippinen gesetzlich nicht erlaubt. Im Dezember 2017 erklärte der Präsident der Philippinen Rodrigo Duterte seine Absicht, die gleichgeschlechtliche Ehe auf den Philippinen zu ermöglichen.

## Gesellschaftliche Situation
Der auf den Philippinen lebende peruanische Popsänger japanischer Abstammung, Sebastian Castro, hat mit seiner Musik viel dazu beigetragen, die Akzeptanz in der jungen Bevölkerung auf den Philippinen weiter wachsen zu lassen. Dort ist er ein Superstar und der einzige offene prominente Schwule des Landes ohne die philippinische Staatsangehörigkeit. 
Laut einer Umfrage des Pew Research Center im Jahr 2013 waren 73 % der befragten Filipinos der Meinung, dass die Gesellschaft Homosexualität akzeptieren solle (zum Vergleich Australien: 79 %, Japan: 54 %).
LGBT-Kultur
Eine LGBT-Community gibt es in geringem Umfang nur in der Hauptstadt Manila. Das Magazin Outragemag ist das bedeutendste LGBT-Magazin auf den Philippinen. Mehrere LGBT-Bürgerrechtsorganisationen wie LAGABLAB, die International Gay and Lesbian Human Rights Commission (IGLHRC), Lesbian Advocates in the Philippines (LEAP) sowie Amnesty International-Pilipinas unterstützen den Ausbau der LGBT-Rechte auf den Philippinen. Die erste Gay Pride-Parade erfolgte am 26. Juni 1994 in Manila auf dem Quezon Memorial Circle.